# E. L. Bartlett
Die E. L. Bartlett war eine 1969 gebaute Fähre des Alaska Marine Highway Systems.

## Geschichte
Die Fähre wurde unter der Baunummer 2065 auf der Werft Jeffersonville Boat & Machine Company in Jeffersonville im US-Bundesstaat Indiana gebaut. Sie wurde im Juni 1969 abgeliefert und im Juli 1969 in Dienst gestellt. Die Baukosten beliefen sich auf 3,25 Mio. US-Dollar. Die nach dem früheren US-amerikanischen Politiker Edward Lewis Bartlett benannte Fähre wurde überwiegend im Prinz-William-Sund zwischen Valdez, Whittier, Tatitlek und Cordova eingesetzt.
Das Schiff wurde 2003 außer Dienst gestellt und im August des Jahres für 389.500 US-Dollar an Lloyd Cannon, CEO von All Alaskan Seafoods, verkauft. Pläne, das Schiff für Kreuzfahrten nach Alaska oder in Russland als Fähre zu nutzen, ließen sich nicht verwirklichen. 2008 schenkte Lloyd Cannon das Schiff der Seattle Maritime Academy, die es für Lehrzwecke für angehende Seeleute nutzte. Aufgrund des Alters des Schiffes entsprach es nicht mehr dem Stand der Technik und wurde daher 2018 außer Dienst gestellt und Anfang 2019 verschrottet.

## Technische Daten
Das Schiff wurde von zwei Fairbanks-Morse-Dieselmotoren (Typ: 38D 81/8) mit 2550 kW Leistung angetrieben. Es erreichte eine Geschwindigkeit von 12 kn. Für die Stromerzeugung standen zwei von Cummins-Dieselmotoren (Typ: NT855G3M) angetriebene Generatoren sowie ein von einem General-Motors-Dieselmotor (Typ: 4/71) angetriebener Notgenerator zur Verfügung. Das Schiff verfügte über ein von einem Cummins-Dieselmotor angetriebenes Bugstrahlruder.
Das Schiff verfügte über ein durchlaufendes Fahrzeugdeck, auf dem 29 Pkw befördert werden konnten. Das Fahrzeugdeck war von Bug und Heck aus zugänglich. Die Zufahrt am Bug befand sich hinter einem nach oben zu öffnendes Bugvisier. Am Heck befand sich eine Heckrampe.